# Providence-Stadion

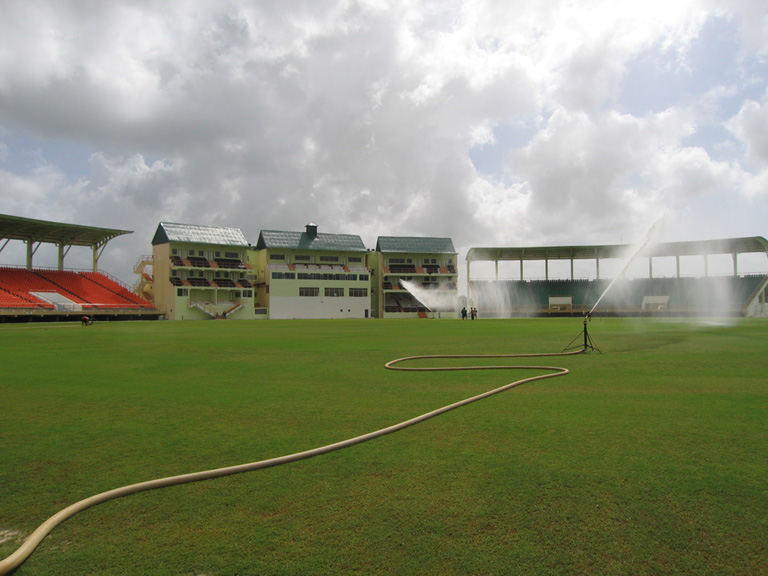
Innenraum des Stadions, Februar 2007

Das Providence-Stadion (auch: National Stadium) ist die größte Sportstätte in Guyana und liegt einige Kilometer südlich von der Hauptstadt Georgetown. Die Baukosten des Cricket- und Mehrzweckstadions betrugen etwa 25 Millionen US-Dollar und es wurde zum größten Teil vom indischen Staat finanziert.

## Kapazität und Infrastruktur
Es verfügt über 15.000 Sitz- und 5.000 Stehplätze und kann auch für andere Sportarten, wie z. B. Fußball genutzt werden. Die beiden Wicket-Enden tragen die Namen Media Centre End und Pavilion End.

## Geschichte
Das Stadion wurde anlässlich des Cricket World Cup 2007 gebaut. Wegen Überschwemmungen in der Region verzögerte sich der Baubeginn und erst im Mai 2007 konnte mit dem Bau des Stadions begonnen werden. Neben Cricket dient das Stadion auch als Austragungsort für andere Sportarten wie Rugby und Fußball.

## Internationales Cricket
Während des Cricket World Cup 2007 war das Stadion Austragungsort für sechs ODIs. 2010 war das Stadion Austragungsort für sechs Matches in der Gruppenphase des ICC World Twenty20 2010.
Weiterhin dient das Stadion als Austragungsort der westindischen Cricket-Nationalmannschaft. Das erste Test-Match fand am 22. Mai 2008 gegen Sri Lanka statt. Auch wurden hier sechs Spiele des ICC Men’s T20 World Cup 2024 ausgetragen.

## Nationales Cricket
Das Stadion ist das Heimatstadion des Guyana Cricket Teams und seit 2013 das Heimatstadion der Guyana Amazon Warriors, die in der Caribbean Premier League spielt.